# Chrono-minets (nouvelle)
Chrono-minets (titre original : Time Pussy) est une nouvelle de science-fiction écrite en décembre 1941 par Isaac Asimov, alors âgé de vingt ans.

## Publications

### Publications aux États-Unis
Publiée en avril 1942 dans Astounding Science-Fiction sous le pseudonyme de George E. Dale, la nouvelle ne fut plus publiée dans les trente années qui suivirent. Elle a été de nouveau publiée dans le recueil Période d'essai en 1972. 

### Publications en France
Le recueil Période d'essai a été « découpé » pour l'édition francophone en quatre parties. Le recueil Chrono-minets, qui contient la présente nouvelle, est le troisième volume, paru en 1975. La nouvelle n'a été publiée en France que dans ce seul recueil, dans la collection Présence du futur des éditions Denoël, qui a fait l'objet de cinq publications de 1975 à 2001.

### Publications dans d'autres pays européens
- en Italie : Gatto Temporale (1973)[1]
- aux Pays-Bas : Tijdpoesje (1977)
- en Hongrie : Időcica (1995)

## Résumé
Le vieux Mac, ancien prospecteur minier dans les astéroïdes, raconte à un jeune garçon qu'il possédait de drôles de créatures lorsqu'il était sur Pallas. Les créatures ressemblaient à des chats : trente centimètres de long, quinze centimètres de haut, dix de large et s'étendant dans la quatrième dimension jusqu'au milieu de la semaine prochaine. Caractérisés par une aptitude temporelle, ils ne remuaient la queue que le lendemain d'une caresse ou digéraient trois heures avant qu'on leur donne leur repas. 
Malheureusement, très sensible aux rhumes transmis par les humains, l'ensemble de la population est dévasté alors même que des scientifiques offraient un million de dollars par spécimen, au grand dam du vieux Mac.

## Autour de l'œuvre
- Asimov a commencé à écrire Chrono-minets le matin du 7 décembre 1941 et l'a fini juste avant l'annonce à la radio de l'attaque de Pearl Harbor.
- Cette nouvelle lui fut commandée par John W. Campbell afin de lancer une nouvelle rubrique consacrée aux nouvelles courtes dans son magazine Astounding Science-Fiction.
- La rubrique Probabilité Zéro pour laquelle fut commandée cette nouvelle devant servir à lancer de nouveaux talents et à inciter les lecteurs à proposer leurs écrits, Asimov signa Chrono-minets sous le faux nom de George E. Dale.